# 24 марта
24 марта — 83-й день года (84-й в високосные годы) по григорианскому календарю.
До конца года остаётся 282 дня.
До 15 октября 1582 года — 24 марта по юлианскому календарю, с 15 октября 1582 года — 24 марта по григорианскому календарю.
В XX и XXI веках соответствует 11 марта по юлианскому календарю.

## Праздники и памятные дни
См. также: Категория:Праздники 24 марта

### Международные
- ООН (ВОЗ) — Всемирный день борьбы против туберкулёза.

### Национальные
- Россия — День авиаштурмана.
- Уганда — День посадки деревьев.

### Религиозные

#### Католицизм
- Память Маккартана Клохарского[англ.];
- память Симона Трентского;
- память Екатерины Шведской;
- память Флавия Латина.

#### Православие[2][3][4]

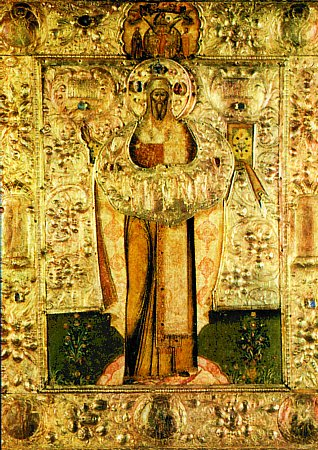
Святитель Евфимий

- Память святителя Софрония, патриарха Иерусалимского (639);
- память святителя Евфимия, архиепископа Новгородского, чудотворца (1458);
- память преподобного Софрония, затворника Печерского, в Дальних пещерах (XIII);
- память священномученика Пиония, пресвитера Смирнского, и иже с ним (250);
- перенесение мощей мученика Епимаха Нового;
- память святителя Софрония, епископа Врачанского (1813) (Болгарская православная церковь);
- память преподобноисповедника Патрикия (Петрова), иеромонаха (1933);
- память священноисповедника Василия Малахова, пресвитера (1937);
- память преподобного Алексия Голосеевского, Киевского (Шепелева) (1917)[5].

### Именины
- Католические: Екатерина, Макартан, Симон.
- Православные:  Василий,  Евфимий, Епимах,  Патрикий, Пионий,  Софроний[2][3][4].

## События
См. также: Категория:События 24 марта

### До XVIII века

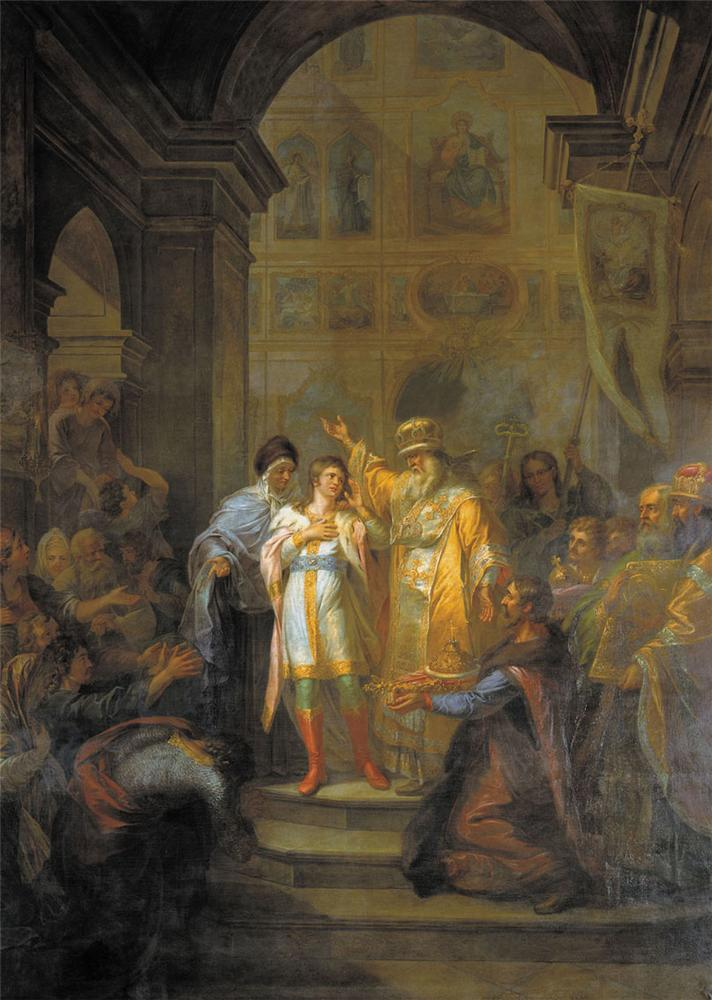
Признание Михаила Фёдоровича царём

- Признание Михаила Фёдоровича царём1084 — германский король Генрих IV захватил Рим.
- 1155 — Юрий Долгорукий захватил Киев и вступил на его престол.
- 1603 — король Шотландии стал королём Англии под именем Яков I после смерти королевы Елизаветы I.

### XVIII век
- 1706 — правительственные войска фельдмаршала Шереметева подавили Астраханский бунт стрельцов, за что он был первым в России удостоен графского титула.
- 1753 — в Российской империи отменена смертная казнь.
- 1776 — учреждение Анном Робером Жаком Тюрго во Франции эмиссионного банка Caisse d'Escompte[фр.].
- 1794 — на территории Речи Посполитой началось восстание Костюшко.

### XIX век
- 1801 — в Михайловском замке вследствие заговора убит российский император Павел I.
- 1802 — английский изобретатель Ричард Тревитик получил первый патент на паровоз.
- 1804 — законодательный корпус Франции постановил воздвигнуть в зале своих заседаний бюст Бонапарта из белого мрамора.
- 1863 — бой под Краснобрудом между польскими повстанцами и войсками Российской империи.
- 1878 — близ острова Уайт затонул шлюп Eurydice[англ.] ВМС Великобритании; погибло 376 человек.
- 1882 — в Берлине немецкий учёный Роберт Кох объявил об открытии возбудителя туберкулёза. Через год он обнаружил и возбудителя холеры. В 1905 году учёному была присуждена Нобелевская премия по физиологии и медицине.
- 1898 — продан первый американский автомобиль. Модель «Уинтон» за 1000 долларов приобрёл горный инженер Роберт Эллисон.

### XX век
- 1903 — расстрел рабочей демонстрации в Златоусте.
- 1917 — временное правительство России признано Францией, Великобританией и Италией.
- 1918 — создано первое научное учреждение советской авиации «Летучая лаборатория» во главе с профессором Н. Жуковским.
- 1930 — карликовая планета Плутон получает своё нынешнее имя.
- 1933 — издан Закон о чрезвычайных полномочиях, ознаменовавший заключительный этап захвата национал-социалистами власти в Германии. Гитлер провозгласил Германию нацистской[источник не указан 509 дней]. Новая империя, по его мнению, была наследницей Священной Римской империи и должна была просуществовать тысячу лет.
- 1944 — массовое убийство в Марковой.
- 1945 — в Западной Европе одновременно начались Рейнская операция и Рейнская воздушно-десантная операция.
- 1949 — впервые во время церемонии вручения «Оскаров» лучшим был назван иностранный фильм — английская экранизация «Гамлета». Исполнитель главной роли Лоренс Оливье был назван лучшим актёром, а приз лучшему режиссёру достался Джону Хьюстону за фильм «Сокровища Сьерра-Мадре».
- 1955 — в США установлена первая морская нефтяная вышка.
- 1972 — на американские киноэкраны вышел фильм «Крёстный отец».
- 1989 — нефтяной танкер Exxon Valdez потерпел крушение у побережья Аляски.
- 1992 — главой Национального банка Украины назначен Вадим Гетьман.
- 1993 — президент ЮАР Фредерик де Клерк заявил, что страна создала шесть атомных бомб, но уничтожила их после 1989 года.
- 1998 — массовое убийство в школе Джонсборо.
- 1999
  - Начало бомбардировок НАТО военных и гражданских объектов в городах Югославии, включая столицу — Белград.
  - Пожар в Монбланском тоннеле, 39 погибших.

### XXI век
- 2001 — выход первого релиза Mac OS X (Гепард).
- 2003 — взвешена дальняя чёрная дыра.
- 2005 — в Бишкеке, столице Кыргызстана, после народных волнений был свергнут режим президента Аскара Акаева.
- 2006 — в Минске через четыре дня существования был уничтожен оппозиционный палаточный городок, установленный на центральной площади столицы. Задержаны более 500 молодёжных активистов.
- 2008 — в Олимпии зажжён олимпийский огонь летних Игр в Пекине.
- 2015 — катастрофа A320 под Динь-ле-Беном во Французских Альпах, погибли все 150 человек, находившихся на борту.
- 2018 — «Марш за наши жизни» прошёл в Вашингтоне.
- 2020 — Международный олимпийский комитет объявил, что летние Олимпийские игры 2020 перенесены на 2021 год из-за пандемии Covid-19.
- 2022 — президент Украины Владимир Зеленский присвоил почётное звание «Город-герой Украины» 4 городам: Буче, Ирпеню, Николаеву и Ахтырке.

## Родились
См. также: Категория:Родившиеся 24 марта

### До XIX века
- 1103 — Юэ Фэй (ум. 1141) — китайский национальный герой.
- 1441 — Эрнст (ум. 1486), курфюрст Саксонии (с 1464), старший сын курфюрста Фридриха II Кроткого.
- 1494 — Георгий Агрикола (наст. имя Георг Павер; ум. 1555), немецкий учёный, считающийся одним из отцов минералогии.
- 1782 — Орест Кипренский (ум. 1836), русский живописец и график, мастер портрета.

### XIX век
- 1808 — Мария Малибран (наст. имя Мария Фелиция Гарсиа Ситчес; ум. 1836), испанская оперная певица.
- 1822 — Густав Ротан (ум. 1890), французский дипломат, историк и писатель.
- 1834 — Уильям Моррис (ум. 1896), английский поэт, прозаик, художник и издатель, социалист.
- 1837 — Джордж Генри Макензи (ум. 1891), шотландский и американский шахматист.
- 1856 — Александр Мышлаевский (ум. 1920), российский военный деятель и историк, генерал от инфантерии.
- 1857 — Николай Ланге (ум. 1921), российский психолог, философ, один из основоположников отечественной экспериментальной психологии.
- 1871 — Александр Шмидт (ум. 1939), российский и советский востоковед-арабист.
- 1873 — Эдуард Клапаред (ум. 1940), швейцарский врач-невролог, психолог, один из пионеров детской психологии.
- 1874
  - Гарри Гудини (наст. имя Эрик Вайс; ум. 1926), американский иллюзионист, актёр, филантроп.
  - Сидней Рейли (погиб в 1925), британский разведчик, действовавший в России и на Ближнем Востоке.
- 1877 — Алексей Новиков-Прибой (ум. 1944), русский советский писатель-маринист.
- 1884 — Петер Дебай (ум. 1966), нидерландский и американский физик и химик, лауреат Нобелевской премии по химии (1936).
- 1885 — Чарльз Дэниелс (ум. 1973), американский пловец, 4-кратный олимпийский чемпион.
- 1886 — Эдвард Уэстон (ум. 1958), выдающийся американский фотограф.
- 1889 — Иосиф Ермольев (ум. 1962), один из первых русских кинопредпринимателей, продюсер.
- 1890
  - Захар Дорофеев (ум. 1952), поэт, переводчик, фольклорист, один из основоположников мокшанской литературы.
  - Джон Рок (ум. 1984), американский врач, пионер искусственного оплодотворения, апологет контрацепции.
- 1891 — Сергей Вавилов (ум. 1951), советский физик, основатель отечественной научной школы физической оптики, президент АН СССР (1945—1951).
- 1892
  - Алексей Попов (ум. 1961), актёр и режиссёр театра и кино, педагог, теоретик театра, народный артист СССР.
  - Владимир Стойчев (ум. 1990), болгарский военачальник, генерал-полковник.
- 1893 — Вальтер Бааде (ум. 1960), немецкий астроном и астрофизик.
- 1897 — Вильгельм Райх (ум. 1957), австрийский и американский психолог, психоаналитик, неофрейдист.
- 1900 — Иван Козловский (ум. 1993), оперный и камерный певец (лирический тенор), режиссёр оперы, народный артист СССР.

### XX век
- 1903 — Адольф Бутенандт (ум. 1995), немецкий биохимик, первым выделивший половые гормоны из организма человека.
- 1906 — Клавдия Шульженко (ум. 1984), певица, актриса театра и кино, народная артистка СССР.
- 1907 — Лидия Чуковская (ум. 1996), советская писательница, публицист, диссидент.
- 1908 — Алексей Глебов (ум. 1968), белорусский советский скульптор.
- 1909 — Клайд Бэрроу (убит в 1934), знаменитый американский гангстер, партнёр Бонни Паркер.
- 1911 — Джозеф Барбера (ум. 2006), американский аниматор, художник мультипликации, художник сценарного отдела киностудии, режиссёр, продюсер и соучредитель, вместе с Уильямом Ханной, компании Hanna-Barbera.
- 1912 — Оскар Рор (ум. 1988), немецкий футболист.
- 1919 — Лоуренс Ферлингетти (ум. 2021), американский поэт, художник, книгоиздатель, общественный деятель.
- 1921
  - Василий Смыслов (ум. 2010), советский и российский шахматист, 7-й чемпион мира по шахматам.
  - Василий Сталин (ум. 1962), советский военный лётчик, генерал-лейтенант авиации, младший сын И. В. Сталина.
- 1926
  - Дарио Фо (ум. 2016), итальянский драматург, режиссёр, теоретик театра, художник, нобелевский лауреат (1997).
  - Венцеслав Янков (ум. 2022), французский пианист болгарского происхождения.
- 1927 — Мартин Вальзер (ум. 2023), немецкий писатель и драматург.
- 1930
  - Давид Дако (ум. 2003), центральноафриканский государственный деятель, президент Центральноафриканской Республики (1960—1966, 1979—1981).
  - Стив Маккуин (ум. 1980), американский актёр театра и кино («Великолепная семёрка», «Побег» и др.), авто- и мотогонщик.
  - Кеннет Нельсон (ум. 1993), американский актёр театра, кино и телевидения.
- 1932 — Александр Мовчан (ум. 2006), советский и украинский актёр театра и кино.
- 1933 — Олег Яницкий (ум. 2020), советский и российский социолог, профессор.
- 1938 — Дэвид Ирвинг, британский писатель, отрицатель Холокоста.
- 1944 — Рональд Ли Эрми (ум. 2018), американский военнослужащий, актёр кино и озвучивания, телеведущий.
- 1945
  - Патрик Малахайд (при рожд. Патрик Джеральд Дагган), английский актёр кино и телевидения.
  - Кёртис Хэнсон (ум. 2016), американский кинорежиссёр, сценарист, продюсер, лауреат премии «Оскар» и др. наград.
- 1947 — Жан-Кристоф Буве, французский актёр театра и кино, сценарист.
- 1950 — Александр Буйнов, советский и российский певец, киноактёр, музыкант, композитор, народный артист РФ.
- 1951 — Александр Серов, советский и российский эстрадный певец, композитор, народный артист РФ.
- 1953
  - Отар Габелия, грузинский советский футболист, один из лучших вратарей 1970—1980-х гг.
  - Сергей Старостин (ум. 2005), советский и российский лингвист, востоковед, полиглот.
- 1954 — Рафаэль Ороско Маэстре (ум. 1992), колумбийский певец.
- 1956 — Стив Балмер, американский бизнесмен, президент корпорации Microsoft (2000—2014).
- 1957 — Сильвия Мунт, каталонская актриса театра, кино и телевидения, кинорежиссёр.
- 1960
  - Келли Леброк, американская актриса кино и телевидения, фотомодель.
  - Яссер Сейраван, американский шахматист сирийского происхождения, гроссмейстер.
  - Nena (настоящее имя — Габриэле Зузанне Кернер), немецкая певица и актриса.
- 1964 — Тацуёси Исихара, японский конькобежец, многократный чемпион мира в шорт-треке.
- 1965 — Питер Джейкобсон, американский актёр; наиболее известен по роли доктора Криса Тауба в телесериале «Доктор Хаус».
- 1967 — Юрий Нестеров, советский гандболист, олимпийский чемпион (1988).
- 1968 — Елена Ланская, российская актриса театра и кино, теле- и радиоведущая, педагог.
- 1969 
  - Илир Мета, албанский государственный деятель, президент Албании с 24 июля 2017 года.
  - Штефан Эберхартер, австрийский горнолыжник, олимпийский чемпион (2002), трёхкратный чемпион мира.
- 1970 — Лара Флинн Бойл, американская актриса кино и телевидения («Твин Пикс», «Практика» и др.).
- 1971 — Мегин Прайс, американская актриса кино и телевидения.
- 1972 — Виктория Толстоганова, российская актриса театра и кино.
- 1973
  - Яцек Бонк, польский футболист.
  - Андрей Мерзликин, российский актёр театра и кино, кинорежиссёр, телеведущий, заслуженный артист РФ.
  - Джим Парсонс, американский актёр, лауреат премий «Золотой глобус», «Эмми».
- 1974 — Элисон Ханниган, американская актриса.
- 1975 — Фредерик Бель, французская актриса кино, телевидения и озвучивания.
- 1977 — Джессика Честейн, американская актриса и кинопродюсер, обладательница «Золотого глобуса» и др. наград.
- 1979 — Лейк Белл, американская актриса, сценаристка, кинорежиссёр.
- 1984 — Крис Бош, американский баскетболист, двукратный чемпион НБА, олимпийский чемпион.
- 1985 — Лана (наст. имя Кэтрин Джой Перри), американская фотомодель, рестлер, танцовщица, актриса и певица.
- 1987
  - Мария Вальверде, испанская киноактриса.
  - Рамирес, бразильский футболист, победитель Лиги чемпионов УЕФА 2011/12.
- 1990 — Бенедикт Долль, немецкий биатлонист, чемпион мира.
- 1992 — Пеппе Фемлинг, шведский биатлонист и лыжник, олимпийский чемпион по биатлону 2018 года в эстафете.

## Скончались

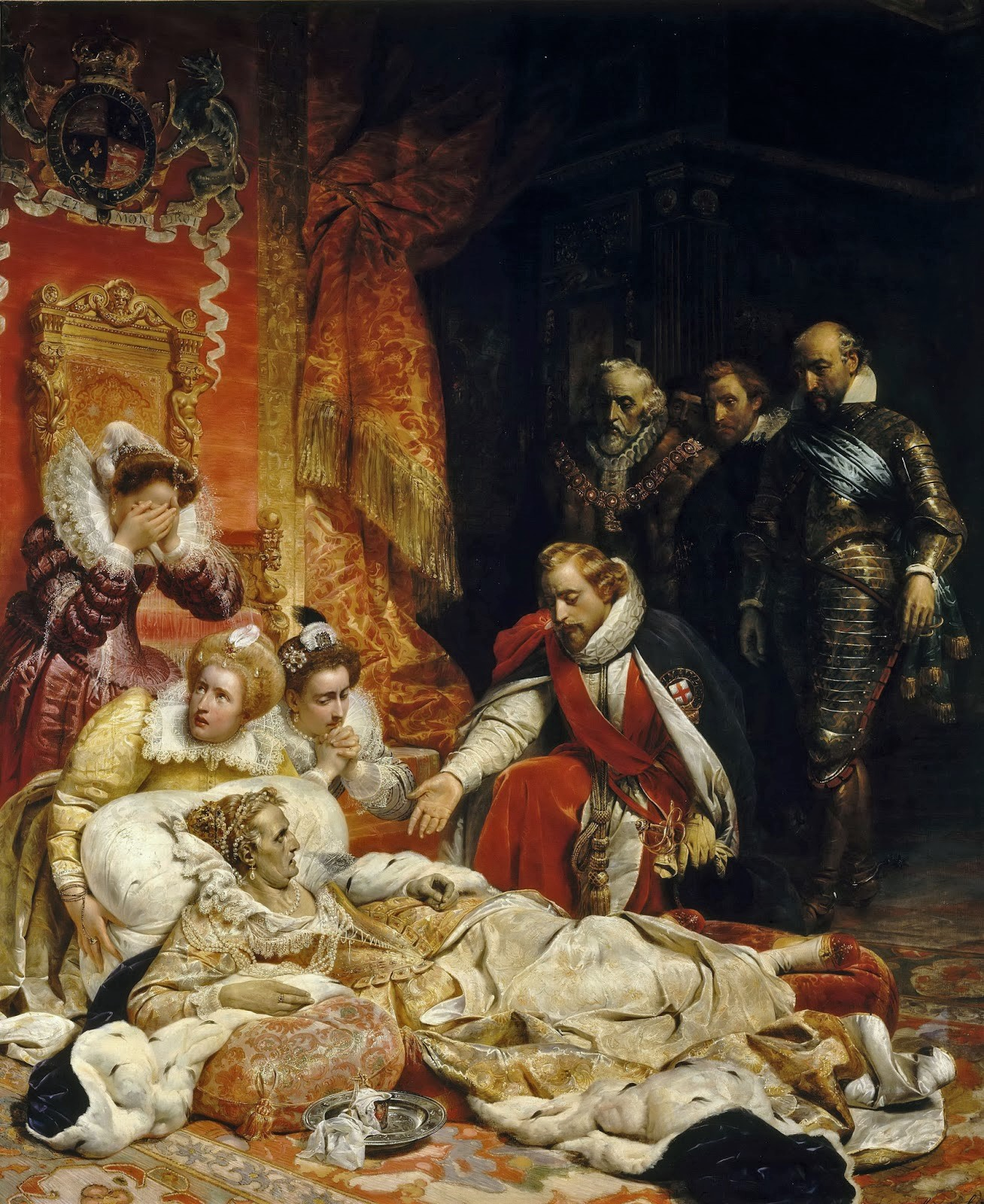
Смерть Елизаветы

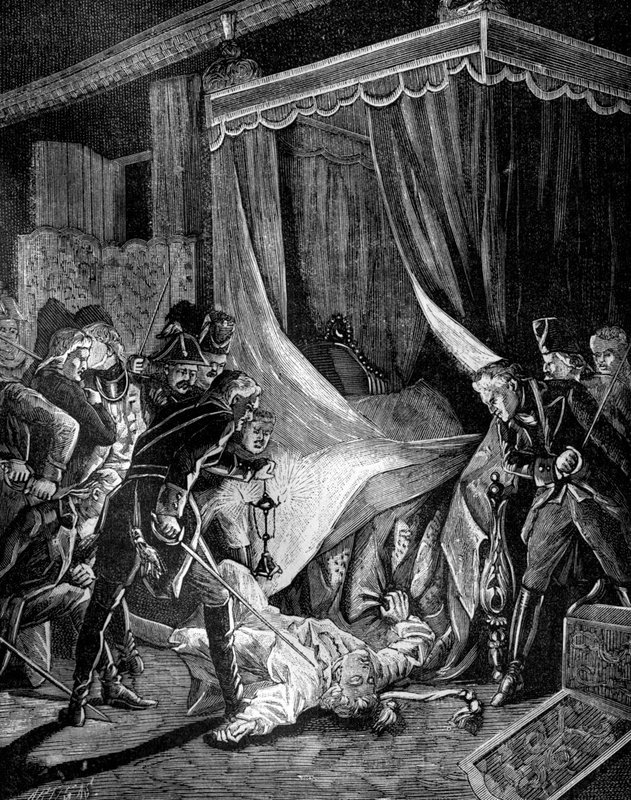
Убийство Павла Первого

См. также: Категория:Умершие 24 марта

### До XIX века
- 809 — Харун ар-Рашид (наст. имя Абу Джафар Харун ибн Мухаммед; р. 763), арабский халиф, правитель Аббасидского халифата (786—908).
- 1455 — Николай V (в миру Томмазо Парентучелли; р. 1397), 208-й папа римский (1447—1455).
- 1533 — Варлаам, митрополит Московский и всея Руси (1511—1521).
- 1603 — Елизавета I (р. 1533), королева Англии (с 1558 г.), время правления которой потомки назвали «золотым веком Англии».
- 1684 — Питер де Хох (р. 1629), голландский живописец.
- 1773 — Филип Дормер Стэнхоуп, 4-й граф Честерфилд (р. 1694), английский государственный деятель, дипломат и писатель.
- 1776 — Джон Гаррисон (р. 1693), английский учёный, изобретатель хронометра.
- 1794 — казнён Жак-Рене Эбер (р. 1757), деятель Великой французской революции, «предводитель» эбертистов, защитник санкюлотов.

### XIX век
- 1801 — убит Павел I (р. 1754), российский император (с 1796), сын Екатерины II.
- 1816 — Карло Аморетти (р. 1741), итальянский учёный, путешественник, редактор, педагог и библиотекарь.
- 1844 — Бертель Торвальдсен (р. 1770), датский художник, скульптор, представитель позднего классицизма.
- 1849 — Иоганн Вольфганг Дёберейнер (р. 1780), немецкий химик.
- 1864 — Карл Клаус (р. 1796), российский химик, фармацевт, первооткрыватель химического элемента рутения.
- 1866 — Мария Амалия Неаполитанская (р. 1782), принцесса Неаполя и Сицилии, супруга короля Франции Луи-Филиппа I.
- 1869 — Генрих Жомини (р. 1779), французский и русский военный писатель, французский бригадный генерал, российский генерал от инфантерии.
- 1882 — Генри Уодсворт Лонгфелло (р. 1807), американский поэт и переводчик, автор «Песни о Гайавате».
- 1889 — Франц Корнелиус Дондерс (р. 1818), нидерландский биолог, физиолог, врач-офтальмолог.
- 1894
  - Верни Ловетт Камерон (р. 1844), английский путешественник, исследователь Центральной Африки.
  - Илларион Прянишников (р. 1840), русский художник-передвижник, педагог, академик.

### XX век
- 1903 — Александр Сухово-Кобылин (р. 1817), русский драматург, переводчик, философ.
- 1905 — Жюль Верн (р. 1828), французский писатель-фантаст.
- 1909 — Джон Миллингтон Синг (р. 1871), ирландский драматург, один из крупнейших деятелей национального возрождения Ирландии.
- 1916 — Энрике Гранадос (р. 1867), испанский композитор и пианист.
- 1926 — Албион Вудбери Смолл (р. 1854), американский социолог, представитель социального дарвинизма.
- 1928 — Вильгельм фон Урах (ум. 1928), немецкий генерал, король Литвы в 1918 г.
- 1946 — Александр Алехин (р. 1892), русский гроссмейстер, 4-й чемпион мира по шахматам.
- 1948
  - погиб Евгений Абалаков (р. 1907), советский скульптор, альпинист.
  - Константин Игумнов (р. 1873), пианист, педагог, композитор, народный артист СССР.
- 1953 — Мария Текская (р. 1867), королева-консорт Великобритании (1910—1936), супруга британского короля Георга V.
- 1962 — Огюст Пиккар (р. 1884), швейцарский исследователь, физик, изобретатель стратостата и батискафа.
- 1968 — Алис Ги-Блаше (р. 1873), французская сценаристка, первая женщина-кинорежиссёр и продюсер.
- 1971 — Арне Якобсен (р. 1902), датский архитектор и дизайнер.
- 1972 — Аркадий Толбузин (р. 1920), актёр театра и кино («Кортик», «Новые приключения неуловимых» и др.), сценарист, заслуженный артист РСФСР.
- 1976 — Бернард Лоу Монтгомери (р. 1887), британский фельдмаршал, кавалер ордена «Победа».
- 1990 — Ван Ань (р. 1920), американский инженер-компьютерщик и предприниматель китайского происхождения.
- 1993 — Джон Херси (р. 1914), американский писатель и журналист.
- 1999
  - Андрей Трофимук (р. 1911), геолог-нефтяник, академик АН СССР, Герой Социалистического Труда.
  - Гертруда Шольц-Клинк (р. 1902), глава (рейхсфюрерин) Национал-социалистической женской организации.

### XXI век
- 2001 — Антон Бархатков (р. 1917), белорусский советский художник.
- 2002 — Сесар Мильштейн (р. 1927), аргентинский и британский иммунолог, лауреат Нобелевской премии по физиологии или медицине (1984).
- 2007 — Геннадий Бортников (р. 1939), советский актёр театра и кино, народный артист РФ.
- 2009 — Игорь Стельнов (р. 1963), советский и российский хоккеист, олимпийский чемпион (1984, 1988), чемпион мира и Европы.
- 2013
  - Гурий Марчук (р. 1925), советский и российский математик, физик, геофизик, в 1986—1991 гг. президент АН СССР.
  - Леонид Шеметков (р. 1937), советский и белорусский учёный-математик.
- 2014 — убит Александр Музычко (р. 1962), украинский политик, один из региональных руководителей УНА-УНСО.
- 2016
  - Йохан Кройф (р. 1947), голландский футболист, серебряный призёр чемпионата мира (1974), тренер.
  - Роже Цицеро (р. 1970), немецкий поп- и джаз-исполнитель, представитель Германии на «Евровидении-2007».
- 2017 — Степан Микоян (р. 1922), советский лётчик-испытатель, генерал-лейтенант авиации, Герой Советского Союза.
- 2018 — Лиз Ассиа (наст. имя Роза-Мина Шерер; р. 1924), швейцарская певица, победительница I конкурса песни «Евровидение-1956».
- 2021 — Ян Янакиев (наст. имя. Кристиан Жюль Янакиев-Болиев; р. 1927), советский и российский актёр.

## Народный календарь, приметы и фольклор Руси
Евфимий.
- Если холода заканчиваются к концу марта, то жди тёплое лето[6].
- Зубник.
- На Зубника чтят память священномученика Антипа — целителя от разных хворей и, в первую очередь, утешителя зубной боли.
- Если в конце марта на поля набегут мыши, это предвестие неурожая[7].
- Ночью был иней — днём снегопада не будет; пушистый иней — к хорошей погоде.